# Celestus hewardi
Celestus hewardi là một loài thằn lằn trong họ Anguidae. Loài này được Gray mô tả khoa học đầu tiên năm 1845.